# António Rama
António Rama (Ereira, 4 de fevereiro de 1944 – Lisboa, 1 de julho de 2013) foi um actor português, residente da companhia do Teatro Nacional D. Maria II (1981 - 2013), em Lisboa.
Fora isso, trabalhou regularmente em televisão, sendo uma das principais escolhas, por exemplo, de Francisco Moita Flores.
O actor fazia parte da companhia do TNDM desde 1981, tendo-se estreado no teatro em 1964, na Casa da Comédia, com a peça A Farsa de Inês Pereira, de Gil Vicente.
António Rama foi um dos fundadores de A Comuna – Teatro de Pesquisa e do Teatro Experimental de Cascais.
Morreu em Lisboa a 1 de Julho de 2013, com 69 anos, de problemas cardíacos.

## Televisão
- Desencontros… Angelino Damião
- Filhos do Vento… Carlos Vieira
- Esquadra de Policia… Leonardo Coimbra
- Médico de Família... Figueira
- Alves dos Reis… Hennies
- A Raia dos Medos…Padre Anselmo
- O Olhar da Serpente… Pedro Almeida de Madurães
- A Ferreirinha… Dr. Marcelino Matos
- Inspector Max… Dr. Bettencourt
- Fala-me de Amor… César

## Filmografia
- Perdido por Cem... (1972)
- O Funeral do Patrão (1976)